# 小行星1314
小行星1314（1314 Paula）是一颗围绕太阳公转的小行星。1933年9月16日，西維恩·阿蘭德在于克勒发现了此天体。
該小行星以阿蘭德的妻子寶拉（Paula）命名。
这颗小行星的绝对星等为143.9693628837516等。